# Fused (album)
Fused je druhým sólovým albem kytaristy Black Sabbath Tonyho Iommiho. Album  produkoval Tony Iommi společně s Bobem Marlettem, který přispěl i hrou na baskytaru a klávesové nástroje. Na místo zpěváka opět přizval Glenna Hughese.

## Seznam skladeb
| Pořadí | Název                  | Délka |
| ------ | ---------------------- | ----- |
| 1.     | Dopamine               | 4:10  |
| 2.     | Wasted Again           | 3:56  |
| 3.     | Saviour of the Real    | 4:07  |
| 4.     | Resolution Song        | 4:56  |
| 5.     | Grace                  | 5:13  |
| 6.     | Deep Inside a Shell    | 3:42  |
| 7.     | What You're Living For | 4:37  |
| 8.     | Face Your Fear         | 4:36  |
| 9.     | The Spell              | 4:57  |
| 10.    | I Go Insane            | 9:13  |

## Bonusy
| Pořadí | Název                             | Délka |
| ------ | --------------------------------- | ----- |
| 11.    | Let it Down Easy (jen v Japonsku) | 4:34  |
| 12.    | The Innocence (jen iTunes)        | 4:40  |
| 13.    | Slip Away (jen Real.com)          | 5:23  |

## Obsazení
- Tony Iommi - kytara
- Glenn Hughes - baskytara, zpěv
- Bob Marlette - klávesové nástroje, baskytara
- Kenny Aronoff - bicí